# Skinwalkers - La notte della luna rossa
(tagline)
Skinwalkers - La notte della luna rossa (Skinwalkers) è un film horror del 2006 diretto da James Isaac, prodotto da Dennis Berardi, Don Carmody, Robert Kulzercon e con Rhona Mitra.

## Trama
Due branchi di lupi mannari, divisi per principi, sono segnalati dalla luna dell'arrivo di un'antica profezia. Un ragazzo di nome Timothy si avvicina al suo tredicesimo compleanno, ignaro che questo segna il momento della sua trasformazione. Timothy è stato cresciuto da sua nonna Nana, sua madre Rachel, suo zio Jonas, sua cugina Katherine e il fidanzato di Katherine, Adam. Si dice che suo padre sia morto.
Rachel e Timothy non sapevano che il resto della famiglia sono lupi mannari "buoni" che hanno custodito Timothy e il suo segreto sin dalla nascita. Sanno che Timoteo è un "mezzosangue" a cui è stato profetizzato porre fine alla maledizione. Ma sanno anche che il potere di Timothy lo metterà in pericolo, perché ci sono altri lupi mannari che si divertono e abbracciano la loro sete di sangue e sono decisi a trovare e uccidere il ragazzo. Quattro di questi lupi mannari sono un capobranco di motociclisti Varek e i suoi accoliti Zo, Sonya e Grenier, che usano un falco come spia aerea, che rintracciano Timothy nella piccola città di Huguenot, facendo precipitare il lungo inseguimento del film.
Varek scopre la posizione di Timothy tramite una videocassetta che mostra a vari lupi mannari "buoni" che è vivo e vegeto. Raggiungendo Huguenot, Varek vede Nana e Timothy e procede con uno scontro a fuoco tra il suo branco contro i lupi mannari "buoni" e vari cittadini. Il padre di Adam viene ucciso nello scontro a fuoco e Nana si sacrifica per far scappare Timothy e gli altri. Jonas spiega l'intera situazione sia a Rachel che a Timothy e si convincono dopo che Jonas e altri si trasformano in lupi mannari di notte.
Il giorno successivo, Timothy sviene e viene mandato in un vicino ospedale. La banda di Varek si infiltra nell'ospedale e attacca Timothy. Grenier viene ucciso da Adam mentre Katherine è tenuta in ostaggio da Varek. Successivamente viene rivelato che Varek era Caleb, il marito di Rachel e il padre di Timothy, e la sua trasformazione era dovuta al fatto che si nutriva di umani.
Dopo essere fuggito in un luogo sicuro, Adam se ne va da solo e trova Katherine e la riporta indietro. Al tramonto, si scopre che Katherine è stata costretta a nutrirsi di umani e uccide Adam con la sua stessa pistola. Proprio mentre Katherine sta per attaccare Timothy, Jonas riesce ad ucciderla con un colpo di pistola alla schiena.
Riescono a trovare il loro prossimo posto sicuro, con Rachel e Timothy nascosti in una gabbia d'acciaio mentre Jonas decide di tendere un'imboscata a Varek, Zo e Sonya. Zo viene ucciso dopo essere stato intrappolato ed essere caduto da un'altezza. Sonya cerca di attaccare Rachel e Timothy ma viene colpita da Timothy. Rachel quindi procede a finire Sonya. Varek quindi cerca di uccidere Timothy ma viene fermato da Jonas. Entrano in una lotta e nel tentativo di vincere, Jonas si nutre del braccio di Varek e fa perdere i sensi a Varek. Preso dalla frenesia del sangue, Jonas tenta di attaccare Timothy, ma viene colpito a morte da Rachel. Varek si sveglia e morde Timothy ma l'orologio suona la mezzanotte. Viene quindi colpito da Rachel e sbattuto a terra. Quindi si trasforma di nuovo in un essere umano e in se stesso, Caleb.
Successivamente viene rivelato che Timothy è la cura tramite il suo sangue e che viaggiano in giro, dando la cura a coloro che lo desiderano. Riempiono anche i proiettili con il sangue di Timothy. Il film si conclude con Timothy che dice "Per alcuni sono la salvezza, per gli altri la loro distruzione".

## Distribuzione

### Data di uscita
- 22 maggio 2006 in Francia
- 12 febbraio 2007 in Germania
- 10 agosto 2007 in USA